# Ypomoni
Ypomoni est un collectif militant français fondé en 2021, opposé à toute transition de genre. Il accentue sa communication sur celle des mineurs.

## Historique
Le collectif est fondé en 2021 par une scientifique et militante féministe radicale sous le pseudonyme de Camille Lebreton. Son nom vient de υπομονή, le mot grec pour patience[source insuffisante]. Sa création vise alors à militer pour la suppression de la notion d'identité de genre.
Les membres du collectif ont tenté de contacter divers sénateurs et députés en novembre 2021 pour peser sur la proposition de loi interdisant les thérapies de conversion et y supprimer la mention de l'identité de genre.
En 2023, afin de tenter d’influencer des recommandations en préparation à l'Organisation mondiale de la santé sur la prise en charge des personnes trans, le collectif lui transmet des témoignages de parents collectés par l'association suisse AMQG, témoignages n'ayant fait l'objet d'aucune vérification.

## Positions
Le collectif propage en France la théorie de la dysphorie de genre à apparition rapide,.
Le collectif s'associe à Marguerite Stern et Dora Moutot, en 2022, dans une tribune critique du Planning familial. En mars 2023, le collectif signe une tribune dans L'Express aux côtés de l'Observatoire de la petite sirène et de SOS Éducation[source insuffisante].
Selon François Medjkane, Ypomoni comme l'Observatoire de la petite sirène ou SOS Éducation s'engagent contre toute reconnaissance des mineurs trans et brandissent, à la façon de la Manif pour tous, de nombreuses représentations, telles « ces jeunes ne sont ils pas trop jeunes pour savoir ? ».
Marie-Jo Bonnet estime que le collectif fait partie d'un contre-courant, créé « pour aider les jeunes et clarifier les enjeux de ces transitions ».

## Controverses et oppositions
Officiellement, le collectif milite pour l'interdiction des transitions des mineurs. En mai 2024, une enquête de Mediapart, sur la base d'éléments internes au collectif, montre toutefois que les buts sont plus larges et qu'il ne s'agit que d'une stratégie de communication. L'enquête souligne les stratégies de harcèlement et de dénonciation auprès de l'Ordre des médecins par des membres du collectif. 
En 2025, alors que la Haute Autorité de Santé (HAS) retire les 16-18 ans de ses recommandations à destinations des personnes trans, le média Les Jours révèle l'influence des lobby anti-trans dans ce retrait. Cette enquête révèle aussi que Ypomoni parle de « guerre » contre les droits des personnes trans. 
Le chercheur Arnaud Alessandrin place le collectif dans la mouvance du mouvement de La Manif pour tous. Le sociologue Emmanuel Beaubatie ajoute que leurs propos « servent une cause d'extrême droite ».